# Petição de 1904 para a Chemical Society
A petição de 1904 para a Chemical Society (em inglês:  1904 petition to the Chemical Society) foi uma petição escrita por 19 mulheres químicas, expondo as razões pelas quais elas deveriam receber o status de Fellow de Chemical Society. A petição é importante, pois acabou levando à admissão de mulheres como Fellows of the Society (uma das Sociedades que se fundiram para se tornar a Royal Society of Chemistry), bem como identificou proeminentes químicas femininas que trabalham na Grã-Bretanha na época.

## Contexto
A Chemical Society foi fundada em 1841, mas várias tentativas de permitir a admissão de mulheres como membros não tiveram sucesso. As tentativas de mudança incluíram um desafio legal baseado na linguagem ambígua da Carta da Sociedade em 1880, que foi combatido porque a questão da admissão de mulheres como fellows "não era conveniente no momento atual", seguido por uma tentativa em 1892, derrotada por uma votação do Conselho de 8 a 7. No entanto, após a eleição de Marie Curie como Membro Estrangeiro da Sociedade em 1904, 19 mulheres assinaram uma petição para admissão de mulheres como fellows. A petição foi organizada por três de suas signatárias: Ida Smedley, Ida Freund, and Martha Whiteley.

## Conteúdo da petição
A petição foi dirigida ao Presidente e ao Conselho da Chemical Society. Em seu texto destacam que nos trinta anos anteriores havia "cerca de 150 mulheres" que apareceram como autoras em cerca de 300 artigos publicados pela Sociedade. Listou o número de artigos no Journal of the Chemical Society nos períodos 1873 - 1882 (20 artigos), 1883 - 1892 (33 artigos), 1893 - 1902 (142 artigos) e 1903 a agosto de 1904 (50 artigos). Continuando, expressam que, como a Sociedade considerou adequado publicar o trabalho realizado por mulheres químicas, eles deveriam ajudar a apoiar esse trabalho, permitindo "livre acesso à literatura química e pelo direito de comparecer às reuniões da Sociedade".

## Signatárias
As signatárias da petição de 1904 foram:
1. Lucy Boole
2. Katherine Alice Burke
3. Clare de Brereton Evans
4. Elizabeth Eleanor Field
5. Emily Fortey
6. Ida Freund
7. Mildred Gostling (Mrs Mills)
8. Hilda Hartle
9. Edith Humphrey
10. Dorothy Marshall
11. Margaret Seward (Mrs McKillop)
12. Ida Smedley (Mrs Maclean)
13. Alice Emily Smith
14. Millicent Taylor
15. M. Beatrice Thomas
16. Grace Toynbee (Mrs Frankland)
17. Martha Whiteley
18. Sibyl Widdows
19. Katharine Isabella Williams